# Campeonato Paraibano
El Campeonato Paraibano es el campeonato estatal de fútbol del estado de Paraíba, en el Nordeste de Brasil, es organizado por la Federação Paraibana de Futebol.

## Equipos participantes 2025
| - Auto Esporte - João Pessoa - Botafogo - João Pessoa - Campinense - Campina Grande - Esporte - Patos - Nacional - Patos | - Picuiense - Picuí - Pombal - Pombal - Serra Branca - Serra Branca - Sousa - Sousa - Treze - Campina Grande |

## Campeones
| Temporada | Campeón                  | Subcampeón               |
| --------- | ------------------------ | ------------------------ |
| 1908      | Parahyba FC              |                          |
| 1909      | Parahyba United          |                          |
| 1910      | Atlético Parahybano      |                          |
| 1911      | Parahyba Sport           |                          |
| 1912      | Red Cross                |                          |
| 1913      | América                  |                          |
| 1914      | Brasil                   |                          |
| 1915      | Cabo Branco              |                          |
| 1916      | Brasil                   |                          |
| 1917      | Colégio Pio X            |                          |
| 1918      | Cabo Branco              |                          |
| 1919      | Palmeiras                | Cabo Branco              |
| 1920      | Cabo Branco              | São Paulo                |
| 1921      | Palmeiras                | Cabo Branco              |
| 1922      | Pytaguares               |                          |
| 1923      | América                  | Cabo Branco              |
| 1924      | Cabo Branco              |                          |
| 1925      | América                  | Cabo Branco              |
| 1926      | Cabo Branco              |                          |
| 1927      | Cabo Branco              |                          |
| 1928      | Palmeiras                |                          |
| 1929      | Cabo Branco              |                          |
| 1930      | Campeonato no concluido  | Campeonato no concluido  |
| 1931      | Cabo Branco              | Internacional            |
| 1932      | Cabo Branco              | Pytaguares               |
| 1933      | Palmeiras                | Cabo Branco              |
| 1934      | Cabo Branco              |                          |
| 1935      | Palmeiras                | Botafogo                 |
| 1936      | Botafogo                 | Palmeiras                |
| 1937      | Botafogo                 | Felipéia                 |
| 1938      | Botafogo                 | Palmeiras                |
| 1939      | Auto Esporte             | Treze                    |
| 1940      | Treze                    | Botafogo                 |
| 1941      | Treze                    | Felipéia                 |
| 1942      | Astréa                   | Treze                    |
| 1943      | Astréa                   | Cabo Branco              |
| 1944      | Botafogo                 |                          |
| 1945      | Botafogo                 | Felipéia                 |
| 1946      | Felipéia                 | União                    |
| 1947      | Botafogo                 | Ipiranga                 |
| 1948      | Botafogo                 | Auto Esporte             |
| 1949      | Botafogo                 | Auto Esporte             |
| 1950      | Treze                    | Botafogo                 |
| 1951      | Campeonato no realizado  | Campeonato no realizado  |
| 1952      | Red Cross                | Botafogo                 |
| 1953      | Botafogo                 | Auto Esporte             |
| 1954      | Botafogo                 | Auto Esporte             |
| 1955      | Botafogo                 | Auto Esporte             |
| 1956      | Auto Esporte             | Botafogo                 |
| 1957      | Botafogo                 | Auto Esporte             |
| 1958      | Auto Esporte             | Íbis                     |
| 1959      | Estrela do Mar           | Auto Esporte             |
| 1960      | Campinense               | Paulistano               |
| 1961      | Campinense               | Treze                    |
| 1962      | Campinense               | Treze                    |
| 1963      | Campinense               | Treze                    |
| 1964      | Campinense               | Treze                    |
| 1965      | Campinense               | Botafogo                 |
| 1966      | Treze                    | Campinense               |
| 1967      | Campinense               | Treze                    |
| 1968      | Botafogo                 | Treze                    |
| 1969      | Botafogo                 | Treze                    |
| 1970      | Botafogo                 | Santos                   |
| 1971      | Campinense               | Botafogo                 |
| 1972      | Campinense               | Treze                    |
| 1973      | Campinense               | Treze                    |
| 1974      | Campinense               | Treze                    |
| 1975      | Botafogo Treze           | ----------               |
| 1976      | Botafogo                 | Desportiva Borborema     |
| 1977      | Botafogo                 | Campinense               |
| 1978      | Botafogo                 | Nacional                 |
| 1979      | Campinense               | Botafogo                 |
| 1980      | Campinense               | Botafogo                 |
| 1981      | Treze                    | Campinense               |
| 1982      | Treze                    | Campinense               |
| 1983      | Treze                    | Campinense               |
| 1984      | Botafogo                 | Campinense               |
| 1985      | Campeonato no concluido. | Campeonato no concluido. |
| 1986      | Botafogo                 | Treze                    |
| 1987      | Auto Esporte             | Botafogo                 |
| 1988      | Botafogo                 | Treze                    |
| 1989      | Treze                    | Botafogo                 |
| 1990      | Auto Esporte             | Nacional de Patos        |
| 1991      | Campinense               | Nacional de Patos        |
| 1992      | Auto Esporte             | Treze                    |
| 1993      | Campinense               | Auto Esporte             |
| 1994      | Sousa                    | Atlético Cajazeirense    |
| 1995      | Santa Cruz               | Sousa                    |
| 1996      | Santa Cruz               | Botafogo                 |
| 1997      | Confiança                | Botafogo                 |
| 1998      | Botafogo                 | Campinense               |
| 1999      | Botafogo                 | Treze                    |
| 2000      | Treze                    | Botafogo                 |
| 2001      | Treze                    | Botafogo                 |
| 2002      | Atlético Cajazeirense    | Botafogo                 |
| 2003      | Botafogo                 | Atlético Cajazeirense    |
| 2004      | Campinense               | Treze                    |
| 2005      | Treze                    | Nacional de Patos        |
| 2006      | Treze                    | Botafogo                 |
| 2007      | Nacional de Patos        | Atlético Cajazeirense    |
| 2008      | Campinense               | Treze                    |
| 2009      | Sousa                    | Treze                    |
| 2010      | Treze                    | Botafogo                 |
| 2011      | Treze                    | CSP                      |
| 2012      | Campinense               | Sousa                    |
| 2013      | Botafogo                 | Treze                    |
| 2014      | Botafogo                 | Campinense               |
| 2015      | Campinense               | Botafogo                 |
| 2016      | Campinense               | Botafogo                 |
| 2017      | Botafogo                 | Treze                    |
| 2018      | Botafogo                 | Campinense               |
| 2019      | Botafogo                 | Campinense               |
| 2020      | Treze                    | Campinense               |
| 2021      | Campinense               | Sousa                    |
| 2022      | Campinense               | Botafogo                 |
| 2023      | Treze                    | Sousa                    |
| 2024      | Sousa                    | Botafogo                 |
| 2025      | Botafogo                 | Sousa                    |

## Títulos por club
| Club                  | Ciudad         | Campeón | Años campeón |
| --------------------- | -------------- | ------- | --- |
| Botafogo              | João Pessoa    | 31      | 1936, 1937, 1938, 1944, 1945, 1947, 1948, 1949, 1953, 1954, 1955, 1957, 1968, 1969, 1970, 1975, 1976, 1977, 1978, 1984, 1986, 1988, 1998, 1999, 2003, 2013, 2014, 2017, 2018, 2019, 2025 |
| Campinense            | Campina Grande | 22      | 1960, 1961, 1962, 1963, 1964, 1965, 1967, 1971, 1972, 1973, 1974, 1979, 1980, 1991, 1993, 2004, 2008, 2012, 2015, 2016, 2021, 2022                                                       |
| Treze                 | Campina Grande | 17      | 1940, 1941, 1950, 1966, 1975, 1981, 1982, 1983, 1989, 2000, 2001, 2005, 2006, 2010, 2011, 2020, 2023                                                                                     |
| Cabo Branco           | João Pessoa    | 10      | 1915, 1918, 1920, 1924, 1926, 1927, 1929, 1931, 1932, 1934 |
| Auto Esporte          | João Pessoa    | 6       | 1939, 1956, 1958, 1987, 1990, 1992 |
| Palmeiras             | João Pessoa    | 5       | 1919, 1921, 1928, 1933, 1935 |
| América               | João Pessoa    | 3       | 1913, 1923, 1925 |
| Sousa                 | Sousa          | 3       | 1994, 2009, 2024 |
| Red Cross             | João Pessoa    | 2       | 1912, 1952 |
| Brasil                | João Pessoa    | 2       | 1914, 1916 |
| Astréa                | João Pessoa    | 2       | 1942, 1943 |
| Santa Cruz            | Santa Rita     | 2       | 1995, 1996 |
| Parahyba FC           | João Pessoa    | 1       | 1908 |
| Parahyba United       | João Pessoa    | 1       | 1909 |
| CA Parahybano         | João Pessoa    | 1       | 1910 |
| Parahyba Sport        | João Pessoa    | 1       | 1911 |
| Colégio Pio X         | João Pessoa    | 1       | 1917 |
| Felipéia              | João Pessoa    | 1       | 1946 |
| Estrela do Mar        | João Pessoa    | 1       | 1959 |
| Confiança             | Sapé           | 1       | 1997 |
| Atlético Cajazeirense | Cajazeiras     | 1       | 2002 |
| Nacional              | Patos          | 1       | 2007 |